# São Roberto Belarmino (título cardinalício)
O título cardinalício de São Roberto Belarmino foi instituido pelo Papa Paulo VI em 29 de abril de 1969, em homenagem ao bispo e doutor da Igreja, que por sua vez foi cardeal da Igreja de Roma (com o título de Santa Maria in Via). Seus restos mortais descansam hoje na igreja de Santo Inácio, em Roma. 
A igreja titular deste título é San Roberto Bellarmino, no quartiere Parioli de Roma.
Em 13 de março de 2013, o cardeal titular, Jorge Mario Bergoglio, foi eleito papa com o nome de papa Francisco.

## Titulares protetores
- Pablo Muñoz Vega, S.J. (1969-1994)
- Augusto Vargas Alzamora, S.J. (1994-2000)
- Jorge Mario Bergoglio, S.J. (2001-2013) - Eleito Papa Francisco
- Mario Aurelio Poli (desde 2014)